# رود ریو بلانکو (بولیوی)
رود ریو بلانکو رودی است که به رود گوآپوره می‌ریزد. این رود از کشور بولیوی می‌گذرد.